# Land of Hunted Men
Land of Hunted Men è un film del 1943 diretto da S. Roy Luby.
È un film western statunitense con Ray Corrigan (accreditato come Ray 'Crash' Corrigan), Dennis Moore (accreditato come Denny Moore, al suo esordio nel trio dei Range Busters, interpreta un personaggio omonimo) e Max Terhune (accreditato come Max 'Alibi' Terhune). Fa parte della serie di 24 film western dei Range Busters, realizzati tra il 1940 e il 1943 e distribuiti dalla Monogram Pictures.

## Produzione
Il film, diretto da S. Roy Luby su una sceneggiatura di Elizabeth Beecher con il soggetto di William L. Nolte, fu prodotto da George W. Weeks per la Monogram Pictures tramite la società di scopo Range Busters nel dicembre del 1942. Il titolo di lavorazione fu Robber's Roost. Il brano della colonna sonora Trail to Mexico è un canto tradizionale.

## Distribuzione
Il film fu distribuito negli Stati Uniti dal 26 marzo 1943 al cinema dalla Monogram Pictures.

## Promozione
Le tagline sono:
- "Gun-smoked, fight-packed drama of men who laugh at danger!".
- "A Crime Wave in the West's DANGER ZONE Means Action For This Ace Trigger Trio! ".
- "THEIR TRIGGERS SPEAK DEATH for OUTLAW GANGS! ".
- "THE WEST'S TOP TRIO of FIGHTING DEVILS! ".
- "BATTLING BUCKAROOS Vs. BANDIT KILLERS! ".
- "THEY'VE GOT A DATE FOR A MASSACRE IN OUTLAW CITY!...Three trigger men against a ruthless gang of mail robbers!".